# Vlag van Wessem

gemeentevlag van Wessem
(1975-1991)

De vlag van Wessem is op 16 september 1975 bij raadsbesluit vastgesteld als gemeentelijke vlag van de voormalige gemeente Wessem in de Nederlandse provincie Limburg. De vlag was door een inwoner van de gemeente ontworpen en kan als volgt worden beschreven:
Gevierendeeld over een derde van de vlaglengte van geel en groen, aan de broekzijde boven op het geel een rode hoorn en onder op het groen een witte lelie, beide met een hoogte die gelijk is aan 2/5 van de hoogte van de vlag.
De kleuren waren ontleend aan het gemeentewapen. De hoorn stond voor de Van Hornes, die ooit Wessem in bezit hadden. De witte lelie stond voor Sint-Medardus, die op het wapen was afgebeeld. Omdat hij een Franse bisschop was, werd hij door een lelie gerepresenteerd.
Op 1 januari 1991 ging Wessem samen met Heel en Panheel en Beegden op in de nieuw gevormde gemeente Heel, waardoor de vlag als gemeentevlag kwam te vervallen. In 2007 ging Heel samen met Maasbracht en Thorn op in de fusiegemeente Maasgouw.

## Verwante afbeelding

Wapen van Wessem

Ambt Montfort 
· Amby 
· Arcen en Velden 
· Baexem 
· Beegden 
· Belfeld 
· Bemelen 
· Berg en Terblijt 
· Bocholtz 
· Born 
· Broekhuizen 
· Cadier en Keer 
· Echt 
· Eijsden 
· Elsloo 
· Eygelshoven 
· Geleen 
· Grathem 
· Grubbenvorst 
· Haelen 
· Heel 
· Heel en Panheel 
· Heer 
· Helden 
· Herten
· Heythuysen 
· Hoensbroek 
· Horn 
· Horst 
· Hulsberg 
· Hunsel 
· Kessel 
· Klimmen 
· Limbricht 
· Linne 
· Maasbracht 
· Maasbree 
· Margraten 
· Meerlo-Wanssum 
· Meijel 
· Melick en Herkenbosch 
· Montfort 
· Munstergeleen 
· Neer 
· Nieuwenhagen 
· Nieuwstadt 
· Nuth 
· Ohé en Laak 
· Onderbanken 
· Ottersum 
· Posterholt 
· Roggel 
· Roggel en Neer 
· Schaesberg 
· Schinnen 
· Sevenum 
· Sint Odiliënberg 
· Sittard 
· Stevensweert 
· Stramproy 
· Susteren 
· Swalmen 
· Tegelen 
· Thorn 
· Ubach over Worms 
· Ulestraten 
· Urmond 
· Valkenburg-Houthem 
· Vlodrop 
· Wessem 
· Wittem